# Microbes (Côte d'Ivoire)
En Côte d'Ivoire, les microbes sont des enfants criminels, le plus souvent issus des rues, qui font preuve d'une extrême violence dans les crimes qu'ils commettent. Le surnom « microbes » leur vient du fait que, comme de véritables microbes, ils sont petits de taille mais avec provoquent des effets ravageurs. 

## Parcours des enfants
Cette criminalité juvénile est née dans la commune d’Abobo avant de s'exporter vers d'autres quartiers d'Abidjan et du pays. Les microbes sont constitués en grande majorité d'enfants issus des milieux défavorisés d’Abidjan, donc très pauvres,. Ils sont le plus souvent des mineurs, essentiellement âgés de huit à dix-sept ans, déscolarisés ou analphabètes, désœuvrés, déshérités ou abandonnés par leurs géniteurs. Ces enfants qui ont vécu de près les exactions dues à la crise politique de 2010 en Côte d'ivoire, ont fini par acquérir la conviction que non seulement il est normal et mais aussi et surtout possible d’avoir tout ce que l'on désir par la force et la violence,.

## Lutte contre la criminalité
Malgré toutes les dispositions nationales et internationales adoptées par les autorités ivoiriennes et les cinq ministères qui s'en occupent, le phénomène des « microbes » perdure et s'accroît. Cet état de fait laisse croire à un sentiment d'impunité chez les populations victimes de cette criminalité. Cela pousse certains habitants à s'organiser en groupes d’autodéfense qui traquent et tuent les enfants criminels. 

## Dans la culture
Cette forme de délinquance juvénile devient si importante qu'elle est l'objet d'une série télévisée scénarisée par Alex Ogou, produite par TSK STUDIOS et coproduite par Canal+ International, intitulée Invisibles,.